# Carcinops atrata
Carcinops atrata är en skalbaggsart som beskrevs av Lewis 1888. Carcinops atrata ingår i släktet Carcinops och familjen stumpbaggar. Inga underarter finns listade i Catalogue of Life.